# Berhampur (Orissa)
Berhampur (oriya: ବ୍ରହ୍ମପୁର), coneguda com a "Ciutat de la seda", és una ciutat del districte de Ganjam a Orissa, Índia, amb una població estimada de 402,672 (2009) la quarta ciutat de l'estat i la que fa dinou de l'Índia. Al cens del 2001 figura amb 307.724 habitants però amb les veïnes Chatrapur i Gopalapur passa dels 400.000. El nom oficial en sànscrit és Brahmapur, però és més coneguda com a Berhampur, nom que va portar sota domini britànic i els primers anys de l'Índia independent. És la ciutat de naixement de l'expresident de l'Índia V.V. Giri.

## llocs interessants
- Platja de Gopalpur a uns 16 km
- Platja de Dhabaleshwar
- Àrea portuaria de Chatrapur
- Temple Maa Bhairavi
- Temple Maa Tara Tarini a 35 km
- Taptapani, aigües termals, a 56 km
- Temple de Bala kumari
- Llac de Chilika, el més gran de l'Índia amb 1100 km² tocvant a tres districtes i desaiguant al Golf de Bengala per una estreta boca. Inclou algunes illes i és santuari per aus migratòries.
- Temple de Biranchi Narayan a Ghumusar, construït el 1790
- Fort de Kulada, temple de la deessa Bagh Devi
- Panchama, llogaret amb el temple de Panchama Ganesh, o Siddha Binayaka
- Narayani a la muntanya Vallery, amb una font natural notable i capella de la deessa Narayani
- Potagarh, fort construït pels britànics al costat del riu Rusikulya
- Samtuari d'Ujaleswar a 45 km, desenvolupat d'un temple en una cova. reserva d'animals.
- Platja d'Aryapalli s 32 km
- Turó de Mahendragiri de 1500 metres, a la subdivisió de Parlakhemundi del districte de Gajapati, associat a llegendes del mahabhrata.
- Plaja de Sonepur, al límit amb Andhra Pradesh a la vora del riu Bahuda i al costat de la platja de Pati Sonepur.

## Història
Sota domini britànic fou una estació militar amb fortalesa a Potagarh, i el cantonment de Baupur o Bahpur, a l'est i separat de la ciutat vella (Pata Berhampur), quarter general de l'exèrcit al districte. Fou capital d'una taluka i després d'una subdivisió i taluka del districte de Ganjam, i tenia 23.599 habitants el 1881 i 25.729 el 1901. El 1867 fou declarada municipalitat. Les tropes es van retirar vers el 1903i va deixar de ser cantonment.